# Abadia de Morimond
L'Abadia de Morimond està situada en territori de l'actual Parnoy-en-Bassigny, al departament de l'Alt Marne, a la regió del Gran Est, a França. Aquesta abadia fou la quarta de les 4 grans filles de l'Abadia de Cîteaux, aquestes 4 foren de gran importància per a l'expansió de l'Orde del Cister, establint-se La Ferté al sud, Pontigny a l'oest, i Claravall al nord. El nom de Morimond deriva de l'expressió llatina mori mundo (morir del món), que expressava l'ideal cistercenc de renúncia al món material.

## Història
Situada a la diòcesi de Langres, Morimond fou fundada pel comte Odolric o Ulric d'Aigremont i la seua muller, Adeline de Choiseul l'any 1115, amb monjos procedents de l'Abadia de Citeaux sota la direcció del seu primer abat, l'abat Arnold.
La situació estratègica, entre les regions de la Xampanya i Lorena, va convertir a Morimond en una avançada del Cister per a la seua expansió cap a Alemanya i els països de l'est. Es desenvolupà ràpidament i creà nombroses abadies o monestirs filials a França, Alemanya, Polònia, Bohèmia, Espanya i fins i tot Xipre. Entre les més conegudes estan la de Kamp (1123) i Ebrach (1126) a Alemania, l'abadia de Heiligenkreuz a Àustria (1134), les abadies d'Aiguebelle (1137), Escaladieu (1137), Sedlec (1142), Bellevaux (1199) i Silvacana (1147) a França, l'abadiía de Dore (1147) a Anglaterra, i el monestir de Belmont (1157) al Líban.

## Filles de Morimond
Les filials més conegudes de Morimond són:
| - Abadia de Bellevaux a la diòcesi de Besançon (1119) - Abadia de Kamp a Alemanya (1123) - Abadia d'Ebrach a Alemanya (1126) - Abadia de Heiligenkreuz a Àustria (1134) - Abadia de Morimondo a Itàlia (1134) - Abadia d'Aiguebelle a França (1137) | - Abadia de l'Escaladieu a França (1137) - Abadia de Sedlec (1142) - Abadia de Silvacana a França (1147) - Abadia de Dore a Anglaterra (1147) - Abadia de Belmont al Líban (1157) |

Morimond continuà participant en la fundació de nous monestirs cistercenc durant 2 segles més, així a finals del segle xviii eren més de set-cents monestirs fundats sota la seua direcció, tana femenins com masculins. Nombroses butlles pontifícies de diversos papes van posar sota la jurisdicció de Morimond a les principals ordes militars i religioses com les següents:
- L'Orde de Calatrava (1187)[5]
- L'Orde d'Alcántara (1214)[5]
- L'Orde de Crist (1319)
- L'Orde de Sant Maurici i Sant Llàtzer

Entre els monjos més destacats relacionats amb l'abadia es recorda a Otó de Freising, fill de Leopold III, marcgravi d'Àustriaque estudià a París i posteriorment entrà a l'abadia arribant a ser el seu abat. També feu la seua carrera eclesiàstica a Morimond el papa Benet XII.

## Arquitectura
L'església abacial era de planta de creu llatina, construïda en un estil senzill i auster, sense ornaments, com marcava la tradició cistercenca. Morimond fou destruïda el 1572 durant les Guerres de Religió, i novament el 1636 en la Guerra dels Trenta Anys, reconstruint-se aleshores.
Durant la Revolució Francesa va ser devastada i venuda com a bé nacional. Només va sobreviure l'església, però es va arruïnar al llarg del segle xix.
Hui dia només subsisteix alguns vestigis medievals a l'ala nord de l'església. La capella de Santa Úrsula és del segle xv, mentre que el pavelló d'entrada, la biblioteca i alguns pavellons són del segle xviii. Així mateix, també existeixen altres restes d'infraestructures hidràuliques fetes per al bon funcionament de les forges i molins del cenobi.

## Galeria d'imatges

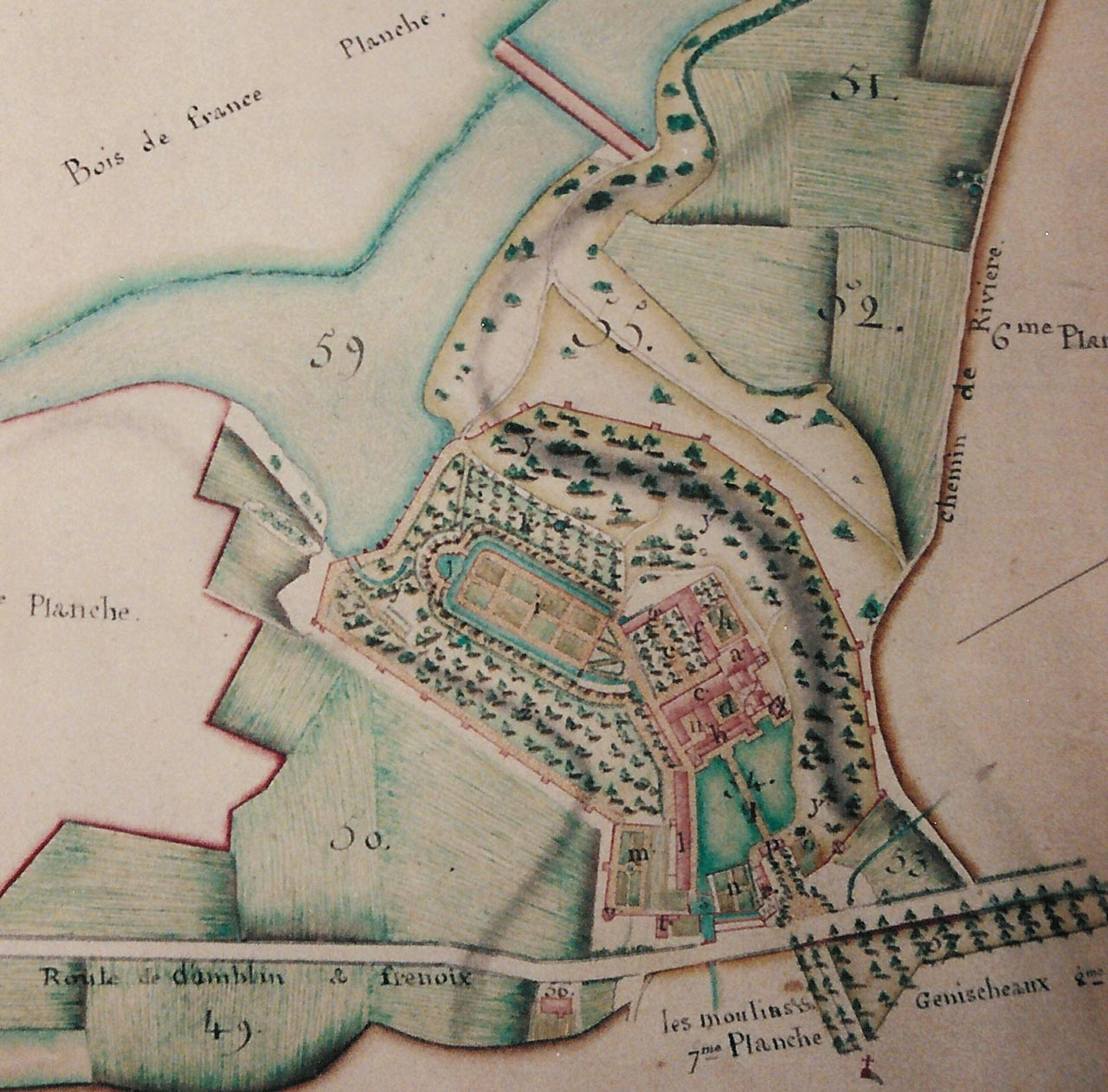
Pla de l'abadia el 1789.
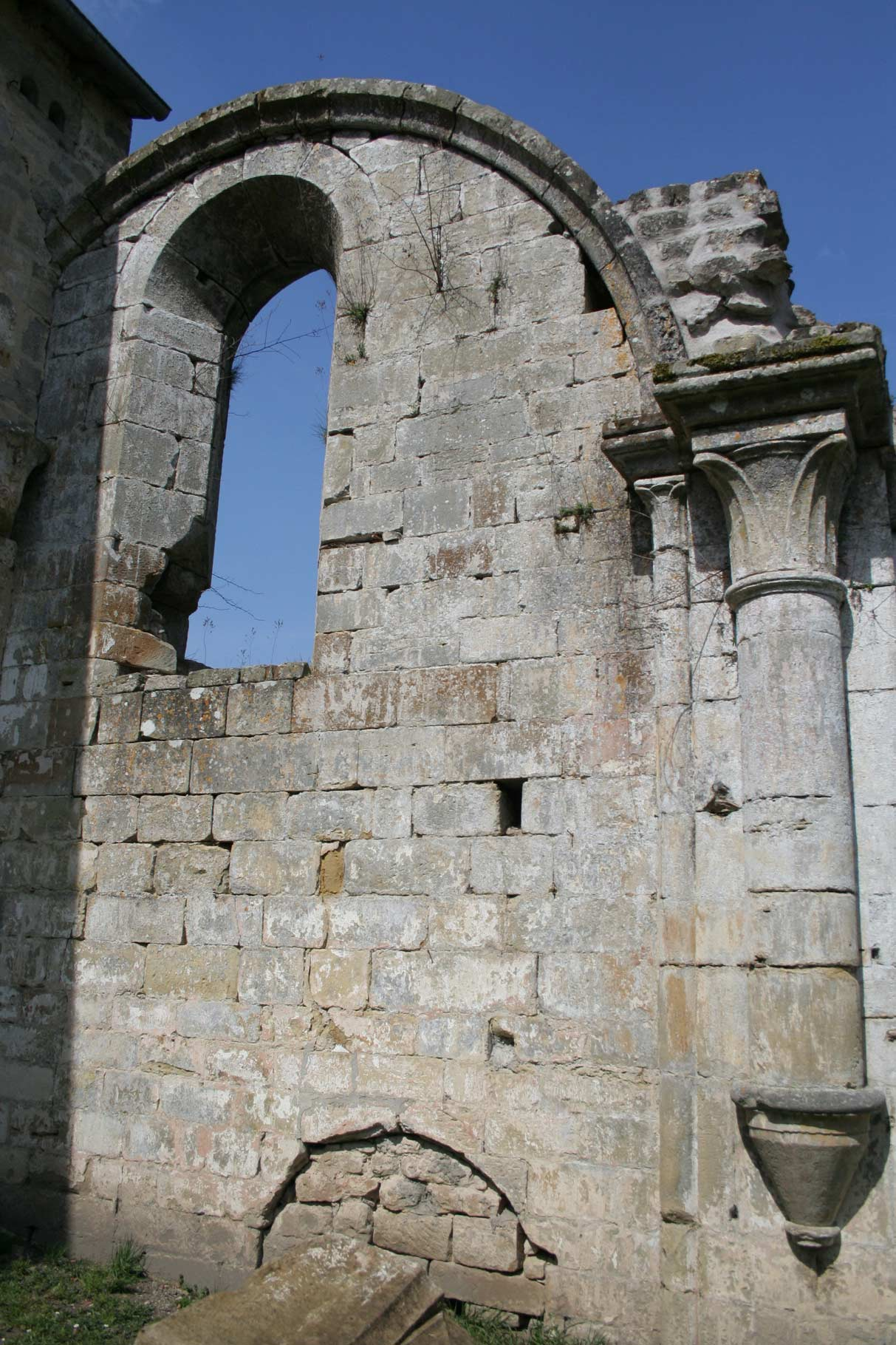
Part de l'església que encara es conserva